# Мартраньи
Мартраньи́ (фр. Martragny) — коммуна во Франции, находится в регионе Нижняя Нормандия. Департамент коммуны — Кальвадос. Входит в состав кантона Крёлли. Округ коммуны — Кан.
Код INSEE коммуны — 14406.

## Население
Население коммуны на 2010 год составляло 369 человек.
| 1962 | 1968 | 1975 | 1982 | 1990 | 1999 | 2010 |
| ---- | ---- | ---- | ---- | ---- | ---- | ---- |
| 240  | 251  | 233  | 249  | 310  | 325  | 369  |

## Экономика
В 2010 году среди 233 человек трудоспособного возраста (15—64 лет) 180 были экономически активными, 53 — неактивными (показатель активности — 77,3 %, в 1999 году было 73,7 %). Из 180 активных жителей работали 168 человек (88 мужчин и 80 женщин), безработных было 12 (7 мужчин и 5 женщин). Среди 53 неактивных 19 человек были учениками или студентами, 20 — пенсионерами, 14 были неактивными по другим причинам.